# Proconsul (rod)
Proconsul (česky též Prokonzul) je rod vyhynulých úzkonosých primátů žijících v časném miocénu (zhruba před 14–22 miliony let) ve východní Africe. Jeho fosílie byly nalezeny na několika nalezištích na území dnešní Keni a Ugandy a jedná se o dosud nejlépe známého zástupce čeledi Proconsulidae. Proconsul je také modelovým příkladem toho, jak asi mohl vypadat společný předek moderních lidoopů a lidí.

## Objev
První ostatky rodu Proconsul nalezl lékař H. L. Gordon v roce 1927 na lokalitě Koru, poblíž Viktoriina jezera v západní Keni. Jejich skutečného významu si ovšem všiml až Arthur Tindell Hopwood, když mu byly v roce 1931 postoupeny k prozkoumání. Ještě téhož roku během expedice Britského muzea na původní lokalitě našel ostatky dalších tří jedinců a všechny nálezy souhrnně publikoval v roce 1933. Dosud neznámého vyhynulého primáta pojmenoval Proconsul africanus podle oblíbeného cvičeného šimpanze z londýnské zoo jménem Consul (Proconsul = předchůdce Consula). Domníval se totiž, že nalezl předka moderních šimpanzů.
Během dalších desetiletí přibylo nezvykle velké množství nálezů a klasifikace rodu se postupně zpřesňovala. Nejznámější je unikátní nález téměř kompletní lebky z roku 1948, který na ostrově Rusinga na Viktoriině jezeře objevila slavná paleontoložka Mary Leakey.

## Popis
Rod Proconsul je doložen poměrně velkým počtem kosterních ostatků, přičemž na rozdíl od mnoha jiných miocenních primátů z nich lze složit prakticky kompletní kostru. Podobu tohoto primáta je tudíž možné vcelku dobře rekonstruovat. Proconsul proto může sloužit i jako model pro příbuzné rody a první hominoidy, známé často jen ze zlomků čelistí či zubů.
Tento primát žil spíše v lesním prostředí, kde se živil zejména ovocem a v menší míře snad i mladými listy. Struktura karpálních kostí ukazuje na schopnost silného úchopu, ačkoliv končetiny jinak odpovídají plně kvadrupednímu pohybu. Proconsul se tedy ve větvích pohyboval jako opice, pomocí všech čtyř končetin, ale možná si pomáhal občasným skákáním. Větší druhy ovšem nemusely být výlučně stromovými živočichy a mohly se pohybovat i po zemi. Jednotlivé druhy rodu Proconsul dosahovaly značného rozpětí ve velikosti – jejich váha se pohybovala zhruba v rozmezí 10–90 kg.
Kostra rodu Prokonsul vykazuje unikátní pestrou mozaiku primitivních obecných znaků vyšších primátů a několika odvozených znaků moderních lidoopů.

### Lebka
Lebka Proconsula měla oproti moderním hominoidům větší obličejovou část a menší mozkovnu. Z obličeje ještě vystupoval výrazný čenich, podobně jako u Aegyptopitheca. Zuby v lehce stavěných čelistech byly opatřeny jen tenkou vrstvou skloviny, což odpovídá měkké stravě tropického lesa – ovoci, popřípadě mladým listům.
Díky nálezu téměř kompletní lebky na ostrově Rusinga lze u Proconsula zcela výjimečně studovat i jeho mozek. Lebeční kapacita byla odhadnuta na 167 cm3. Jedná se v poměru k celkové velikosti těla o objem, přesahující kapacitu oligocenních primátů. Blíží se horní hranici rozpětí kapacity současných kočkodanovitých a gibonovitých, ovšem struktura mozku je ještě primitivní a postrádá typické hominoidní znaky.

### Kostra
Postkraniální kostra Proconsula postrádá většinu typických znaků, které odlišují lidoopy od opic. Tvar hrudníku i postavení lopatky odpovídá úzkonosým opicím a kvadrupednímu pohybu, chybí prodloužené přední končetiny i tuhá páteř hominoidů. Proconsul měl naopak shodně s úzkonosými opicemi zadní končetiny delší než ty přední (i když jen minimálně) a také dlouhou, pružnou páteř. Chodidla nebyla přizpůsobena chůzi po prstech jako u lidoopů.
Nejvýraznějším znakem, který již Proconsula odlišoval od ostatních soudobých primátů, byl chybějící ocas, nahrazený kostrčí. Stejně jako moderním hominidům mu chyběly sedací mozoly. Také klouby předních i zadních končetin vykazují o něco vyšší pohyblivost než je tomu u opic.

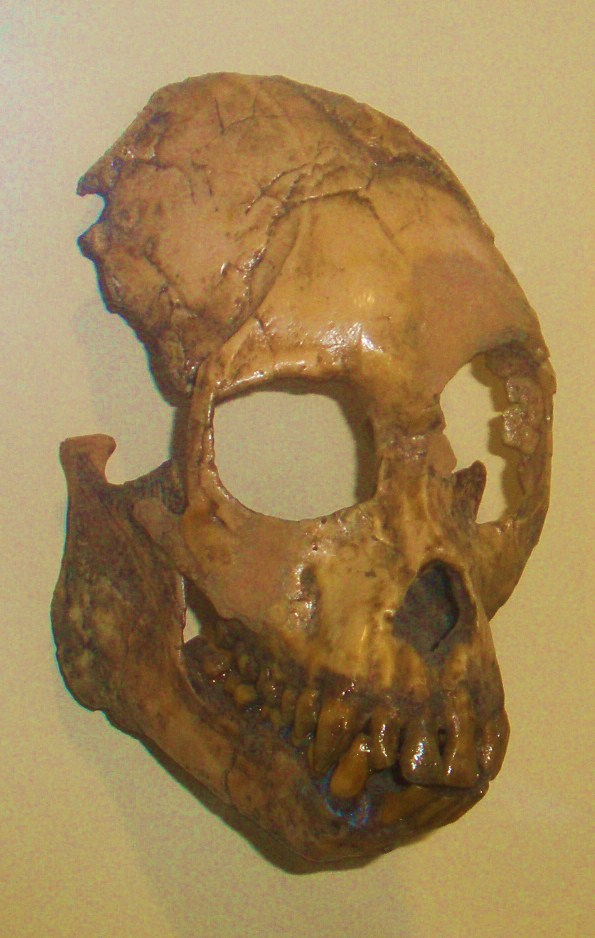
Lebka z ostrova Rusinga
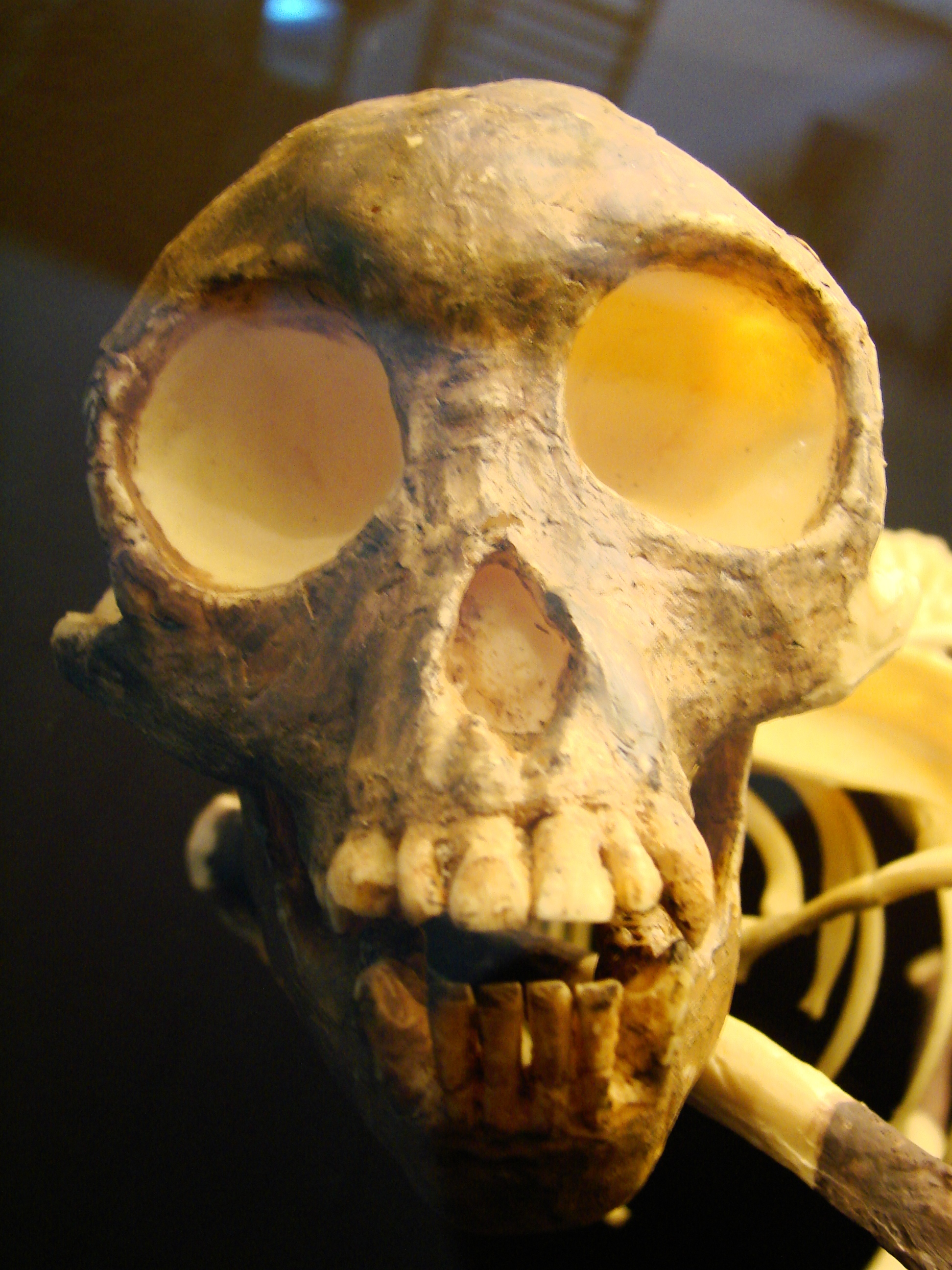
Rekonstrukce lebky
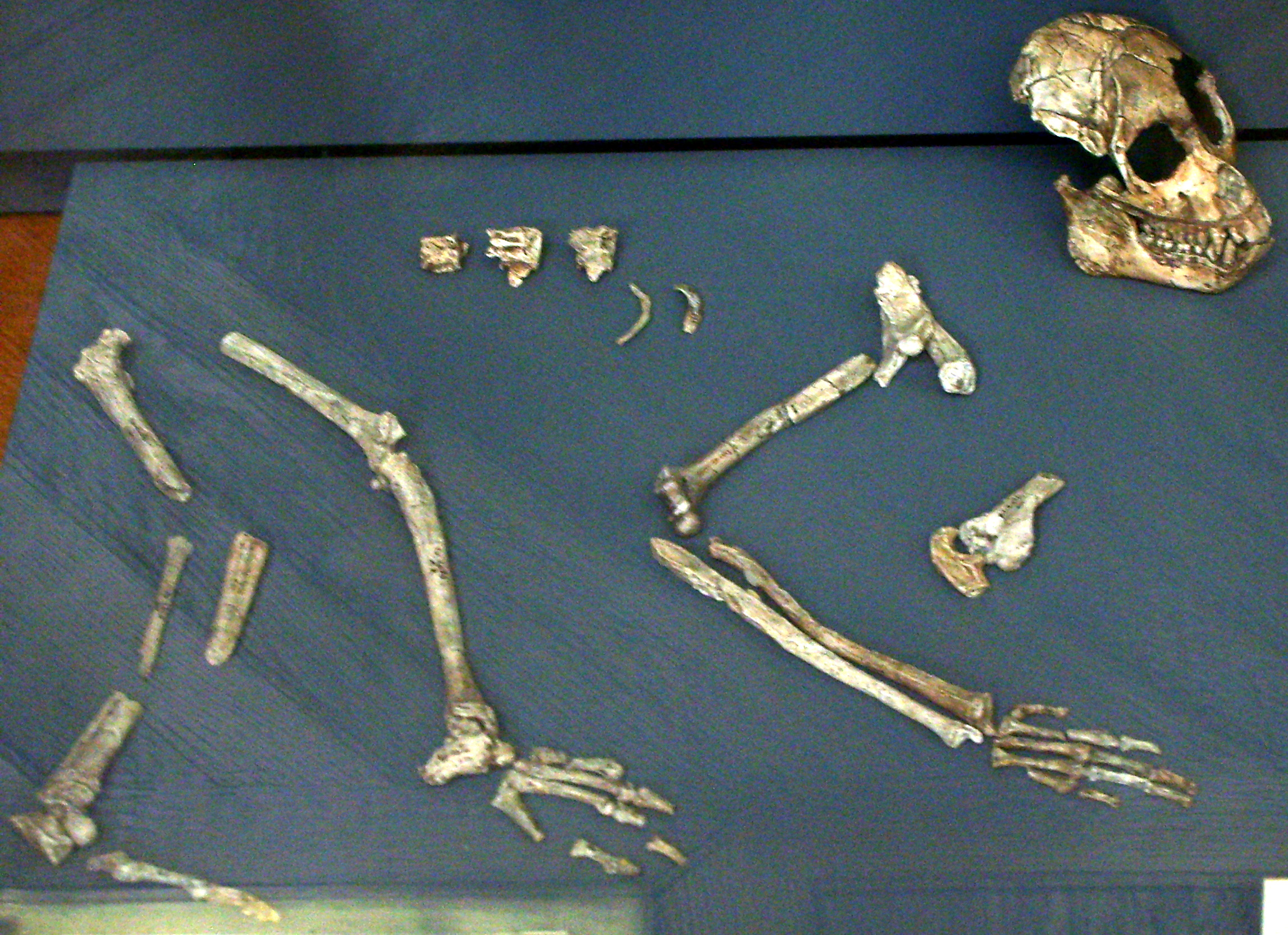
Kostra druhu P. nyanzae
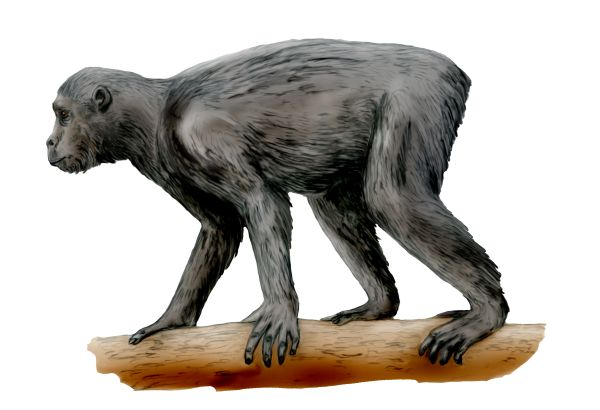
Rekonstrukce celkového vzhledu

## Fylogeneze
I přesto, že je Proconsul jedním z nejlépe poznaných miocenních primátů, je jeho taxonomické i fylogenetické zařazení stále hojně diskutované. Po svém objevu byl dlouho považován za předka moderních afrických lidoopů a řazen mezi hominidy. Všeobecně se až do 70. let 20. století předpokládalo, že druh Proconsul africanus je předkem šimpanzů, zatímco Proconsul major předcházel gorilám. Až moderní studie prokázaly, že Proconsul mezi hominidy nepatří a jisté není ani jeho zařazení mezi hominoidy.
Většinou autorů je rod Proconsul považován již za primitivního zástupce nadčeledi Hominoidea. Jeho kostra má právě takové charakteristiky, které lze u nejranějších hominoidů předpokládat. Patří mezi ně četné primitivní znaky, ale současně již zvýšená mobilita kloubů, schopnost silného úchopu, chybějící ocas, nespecializovaný chrup, mozková kapacita na horní hranici rozpětí moderních úzkonosých opic i prodloužený životní cyklus. Někteří badatelé však o příslušnosti Proconsula k nadčeledi Hominoidea pochybují a řadí jej spolu s celou čeledí Proconsulidae do samostatné nadčeledi Proconsuloidea.
V každém případě je Proconsul v evoluci velmi blízko samotnému vzniku nadčeledi Hominoidea, ať už mu těsně předcházel nebo byl jedním z prvních zástupců. Ukazuje tedy, jak asi mohl předek moderních hominoidů vypadat, i když jím přímo nebyl.

## Druhy
Rod Proconsul byl ve svém prostředí velmi úspěšný a diverzifikoval do několika druhů, které se od sebe lišily zejména velikostí.
Původně byl popsán pouze jeden druh – Proconsul africanus. V roce 1951 ale Wilfrid Le Gros Clark a Louis Leakey rozčlenili všechny tehdejší nálezy do tří rodů (Proconsul nyanzae, Proconsul major a Proconsul africanus). Na přelomu 20. a 21. století byly vyděleny další tři druhy – v roce 1993 druh Proconsul heseloni, v roce 2005 Proconsul gitongai a v roce 2009 druh Proconsul meswae.
V minulosti bylo pod rodovým jménem Proconsul zahrnuto též několik nálezů, které byly po zpřesnění poznání vyčleněny do samostatných taxonů – například Kamoyapithecus či Morotopithecus.
Zástupci rodu Proconsul se objevují v širokém časovém rozpětí. Jsou vydělovány dvě zeměpisně i časově odlišné skupiny, přičemž starší druhy (P. meswae, P. africanus, P. major) se od těch mladších (P. heseloni, P. nyanzae) nepatrně odlišují. Konvenčně se všechny druhy označují rodovým jménem Proconsul, v roce 2000 však bylo pro druh Proconsul major navrženo nové rodové jméno Ugandapithecus. Tím měla být vyjádřena odlišnost obou skupin, jedná se však dosud o kontroverzní návrh, který nebyl všeobecně přijat. Podle odpůrců dosud chybí dostatek podkladů pro bezpečné vydělení obou skupin, které se mohou lišit i kvůli rozdílným ekosystémům. Lokality Koru a Songhor, které vydaly ostatky druhů Proconsul africanus a Proconsul major, totiž v časném miocénu pokrývaly tropické lesy. Oproti tomu vegetace ostrova Rusinga, kde byly nalezeny druhy Proconsul heseloni a Proconsul nyanzae, byla sušší a méně hustá.
V roce 2015 bylo pro mladší nálezy navrženo rodové jméno Ekembo, které v místním jazyce Suba znamená „opice“ nebo „lidoop“. Autoři návrhu rozlišují druhy Ekembo heseloni a Ekembo nyanzae.

### Proconsul africanus
Proconsul africanus je nejstarším popsaným zástupcem rodu Proconsul, a tudíž je zároveň jeho typovým druhem. Byl rozeznán již v roce 1933. Některé fosilie určené původně jako Proconsul africanus však byly po roce 1993 překlasifikovány jako Proconsul heseloni, včetně dobře dochované lebky z ostrova Rusinga.
Proconsul africanus žil asi před 19–20 miliony let na území dnešní Keni. Jeho ostatky jsou nalézány společně s druhem Proconsul major na shodně datovaných lokalitách Koru, Chamtwara, Legetet, Songhor a Mteitei Valley. Patřil k menším druhům, neboť dosahoval váhy do 20 kg.

### Proconsul gitongai
Druh Proconsul gitongai byl popsán až v roce 2005 a dosud je doložen pouze několika izolovanými zuby. Ty byly zachyceny na lokalitě Kipsaraman v oblasti Tugen Hills v Keni. Mnoha odborníky je ztotožňován s druhem Proconsul major. Důvodem pro vydělení nového druhu se stal fakt, že nalezené stoličky se v několika detailech liší od morfologie zubů druhu Proconsul major. Problémem je i velký časový odstup mezi výskytem obou druhů.
Nálezy, určované jako Proconsul gitongai pochází až z počátku středního miocénu, tedy z doby asi před 14,5 miliony let. Jednalo by se tudíž o nejmladšího známého zástupce rodu Proconsul.

### Proconsul heseloni
Proconsul heseloni je asi nejlépe doloženým druhem rodu Proconsul. Nejreprezentativnějším a také nejznámějším nálezem je dobře dochovaná lebka, zachycená v roce 1948 na ostrově Rusinga (KNM-RU 7290), která byla původně popsána jako Proconsul africanus. Proconsul heseloni je mimoto velmi dobře znám i v oblasti postkraniální kostry.
Proconsul heseloni žil asi před 17–18,5 miliony let na ostrovech Rusinga a Mfangano v dnešní Keni. Patřil k nejmenším zástupcům rodu Proconsul – samice dosahovaly váhy zhruba 9–12 kg, samci až 20 kg.

### Proconsul major
Proconsul major je největším zástupcem rodu Proconsul. Je ovšem dosud málo známý, doložený jen nečetnými zlomky čelistí, izolovanými zuby a několika fragmenty postkraniální kostry. Žil asi před 19–20 miliony let na území dnešní Keni a Ugandy. Jeho ostatky jsou nalézány společně s kostrami druhu Proconsul africanus, na shodně datovaných keňských lokalitách Koru, Chamtwara, Legetet, Songhor a Mteitei Valley. Mimoto byl zachycen také na lokalitě Napak v Ugandě. Dosahoval váhy asi 60–90 kg, což zhruba odpovídá gorilí samici. Měl ovšem nápadně malé zuby, proto se odhady celkové váhy podle velikosti zubů pohybují v rozmezí pouhých 33–62 kg.

### Proconsul meswae
Proconsul meswae žil asi před 22,5 miliony let. Jedná se o dosud nejstarší známý druh rodu Proconsul a zároveň o druh nejnověji vyčleněný. Fragmenty lebky, čelistí a zubů byly sice objeveny již během výzkumu v letech 1978–1980, ale paleontolog Peter Andrews se i přes zřetelné odlišnosti od ostatních Proconsulů zdráhal vytvořit samostatný druh, protože se jedná pouze o nedospělé jedince. Druhové jméno Proconsul meswae proto navrhl až v roce 2009, do té doby byly ostatky označovány jako nespecifikovaný zástupce rodu Proconsul.
Proconsul meswae byl primitivnější než všechny ostatní zástupci rodu Proconsul, přičemž morfologicky nejblíže měl k druhu Proconsul nyanzae. Jeho ostatky byly dosud zachyceny pouze na lokalitě Meswa Bridge v západní Keni a představují kosti nejméně čtyř jedinců.

### Proconsul nyanzae
Proconsul nyanzae obýval asi před 17–18,5 miliony let ostrovy Rusinga a Mfangano na Viktoriině jezeře v dnešní Keni. Od souběžně nalézaného druhu Proconsul heseloni se lišil jen minimálně. Podle dostupných fragmentů postkraniální kostry je jeho celková váha odhadována asi na 20–50 kg v závislosti na pohlaví. Stejně jako Proconsul major měl sklony k mikrodoncii, takže odhady váhy provedené na základě dochovaných zubů mohou být nižší (22–35 kg).